# Ramūnas Butautas
Ramūnas Butautas, né le 22 mai 1964 à Kaunas, dans la république socialiste soviétique de Lituanie, est un entraîneur lituanien de basket-ball.